# Ollie Haupt Jr.
 (signalé en mai 2025).
Si vous disposez d'ouvrages ou d'articles de référence ou si vous connaissez des sites web de qualité traitant du thème abordé ici, merci de compléter l'article en donnant les références utiles à sa vérifiabilité et en les liant à la section « Notes et références ».
- Archive Wikiwix
- Bing
- Cairn
- DuckDuckGo
- E. Universalis
- Gallica
- Google
- G. Books
- G. News
- G. Scholar
- Persée
- Qwant
- (zh) Baidu
- (ru) Yandex
- (wd) trouver des œuvres sur Wikidata

Pour les articles homonymes, voir Haupt.
Oliver Emil Haupt Jr. dit Ollie Haupt Jr. , né le 28 février 1892 à Saint-Louis (Missouri) et mort le 17 février 1984 à Manhattan (New York, État de New York), est un patineur artistique américain, double vice-champion des États-Unis en 1939 et 1940.

## Biographie

### Carrière sportive
Ollie Haupt Jr. est double vice-champion des États-Unis en 1939 et 1940, respectivement derrière Robin Lee et Eugene Turner.
Il représente son pays à deux championnats nord-américains (1937 à Boston et 1939 à Toronto).
Il est membre de l'équipe américaine pour les Jeux olympiques d'hiver de 1940, mais en raison du déclenchement de la Seconde Guerre mondiale, ceux-ci sont annulés.
Au cours de sa carrière sportive, il représente le St. Louis Skating Club" et est décrit par Popular Mechanics en 1940 comme "l'un des patineurs artistiques les plus remarquables d'Amérique".

## Palmarès
| Compétition                                                        | 1936 | 1937 | 1938 | 1939 | 1940 |
| Jeux olympiques d'hiver                                            |      |      |      |      | JA   |
| Championnats du monde                                              |      |      |      |      | CA   |
| Championnats d'Amérique du Nord                                    |      | 6e   |      | 4e   |      |
| Championnats des États-Unis                                        | 5e   |      | 3e   | 2e   | 2e   |
| Légende : JA = Jeux olympiques annulés ; CA = Championnats annulés |      |      |      |      |      |